# 駕与丁公園
駕与丁公園（かよいちょうこうえん）は、福岡県糟屋郡粕屋町にある都市公園。名前の由来は古代、このあたりに駕輿丁座があった事に由来する。

## 概要
粕屋町東部にある水面面積28haの駕与丁池を取り囲むように整備された公園である。池の中央には駕与丁大橋が架かる。池の周りには全長4.3kmの遊歩道が整備されており、一帯に約700本の桜の木がある。公園内のバラ園には180種類2400株のバラがあり、5月にはバラまつりが開催される。
当公園は平成5年の国土交通大臣表彰「手づくり郷土賞」（自然とふれあう水辺づくり部門）を受賞した。

## 園内設備
- バラ園
- 駕与丁グラウンド
- 展望広場
- 交流広場
- 芝生広場
- 子ども広場

## アクセス
- JR九州篠栗線長者原駅から徒歩16分（1300m）、もしくは同香椎線酒殿駅から徒歩23分（1900m）。
- マイカーの場合、九州自動車道福岡インターチェンジから約4㎞。
- 駐車場あり。

## ギャラリー

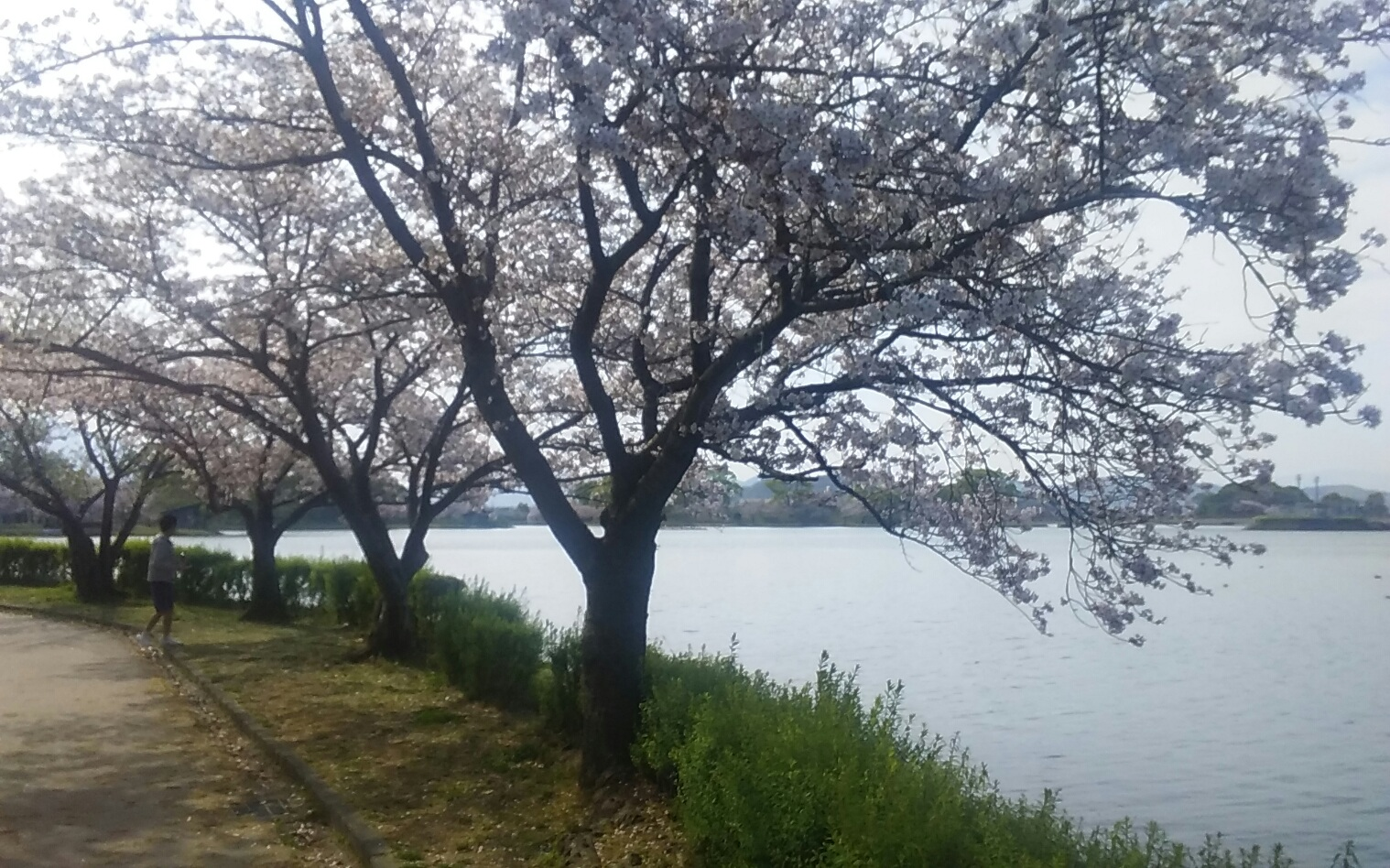
桜と遊歩道
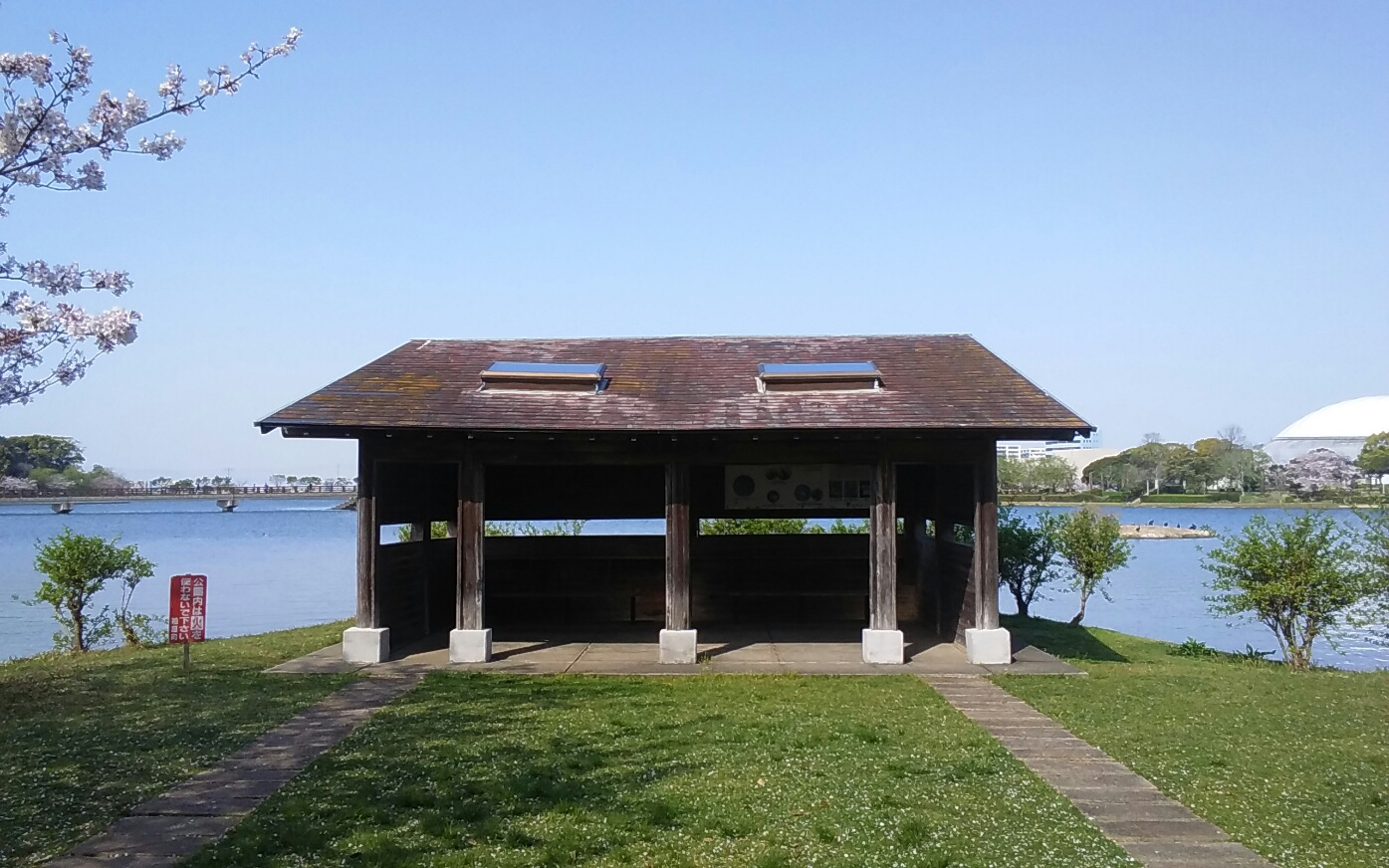
水鳥観察小屋
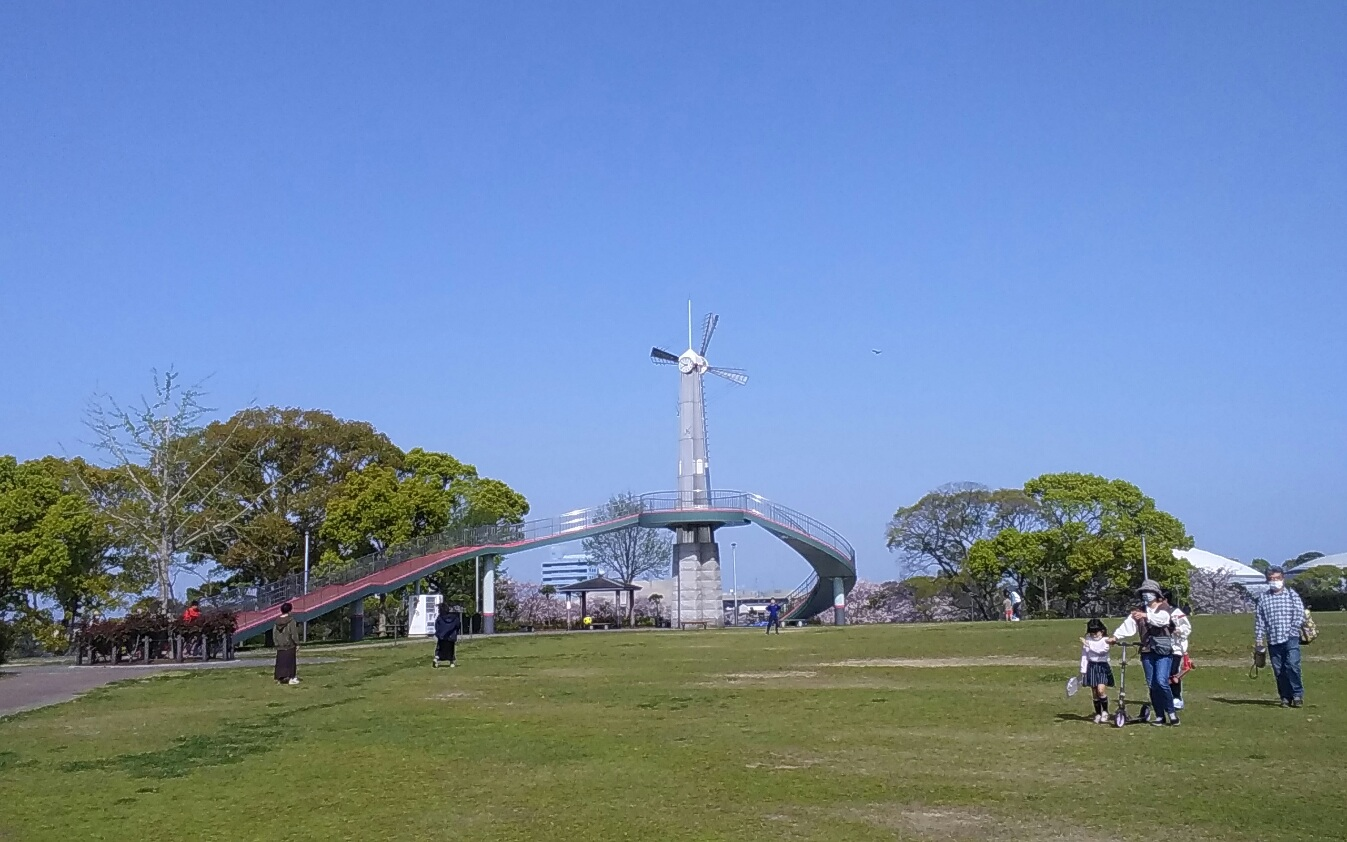
展望台と展望広場
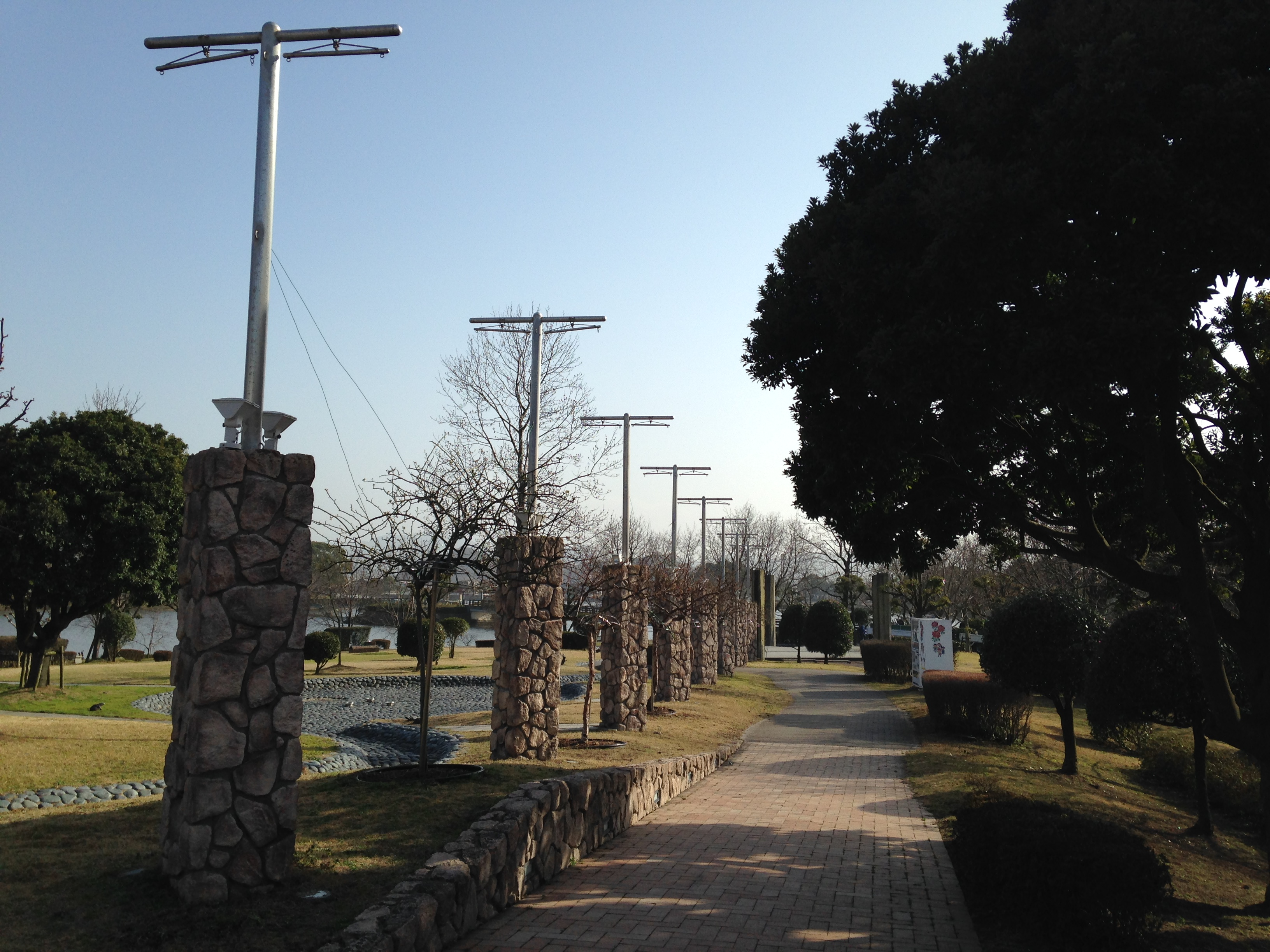
交流広場
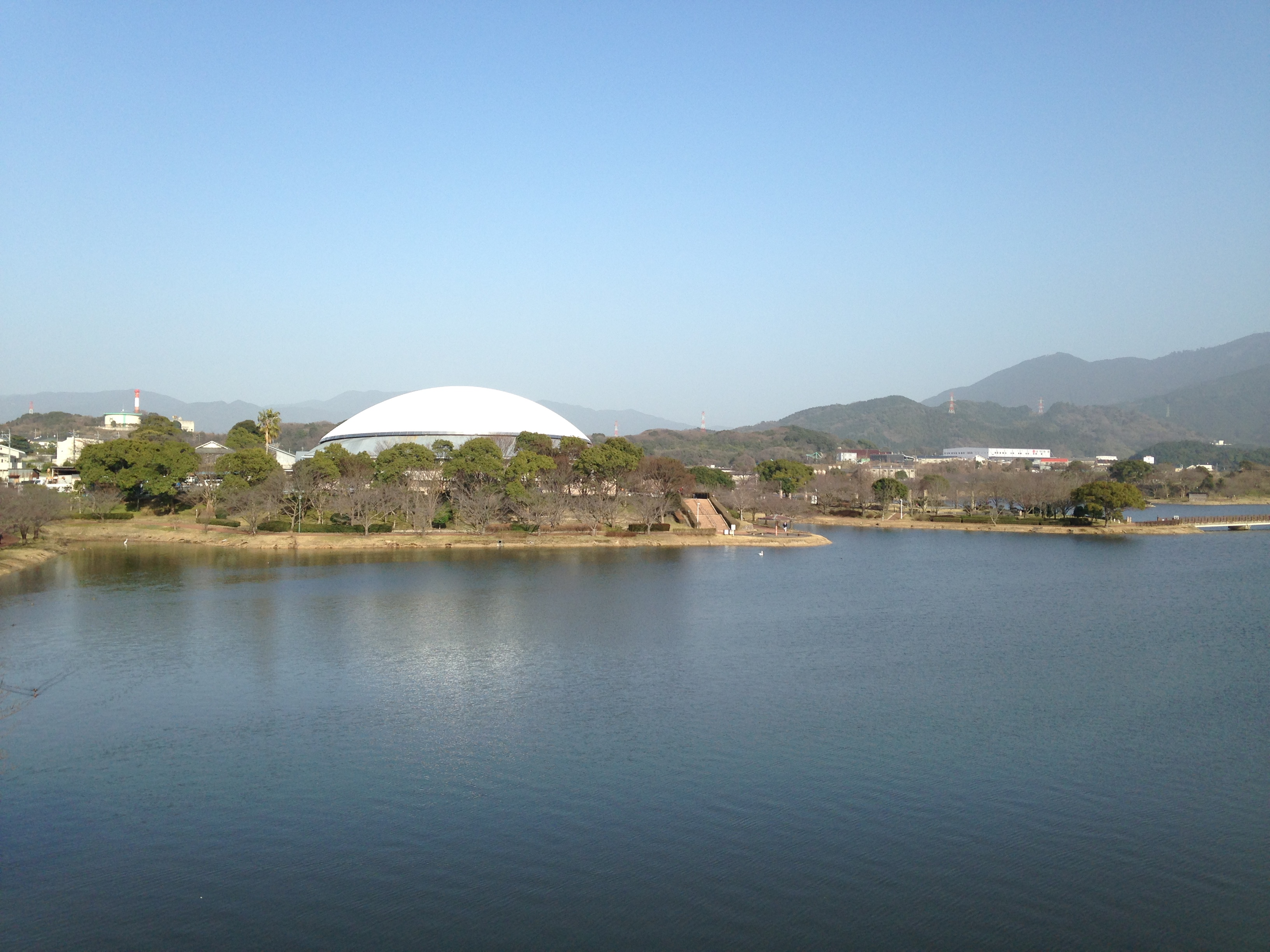
駕与丁池とかすやドーム
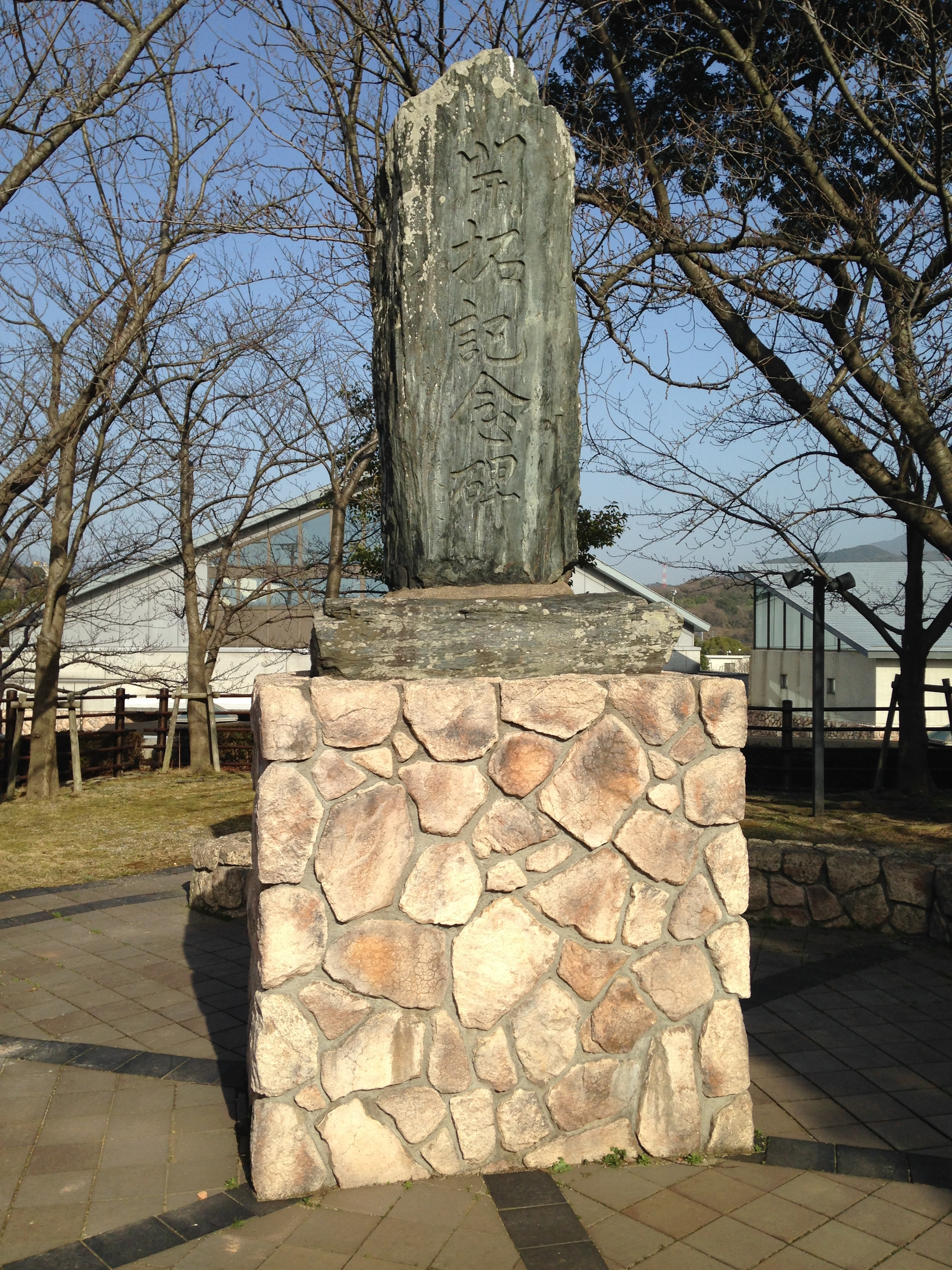
開拓記念碑
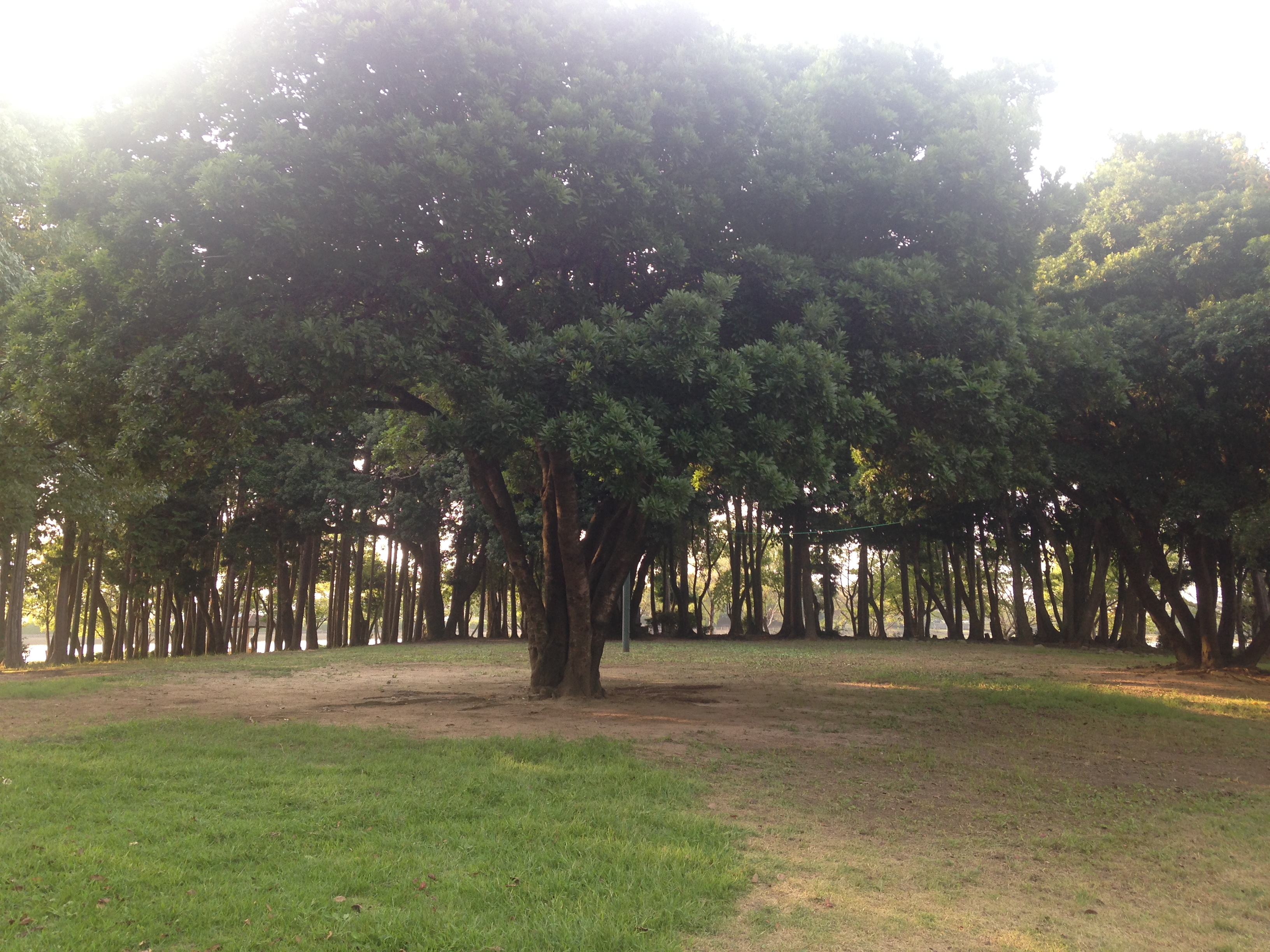
園内の樹木
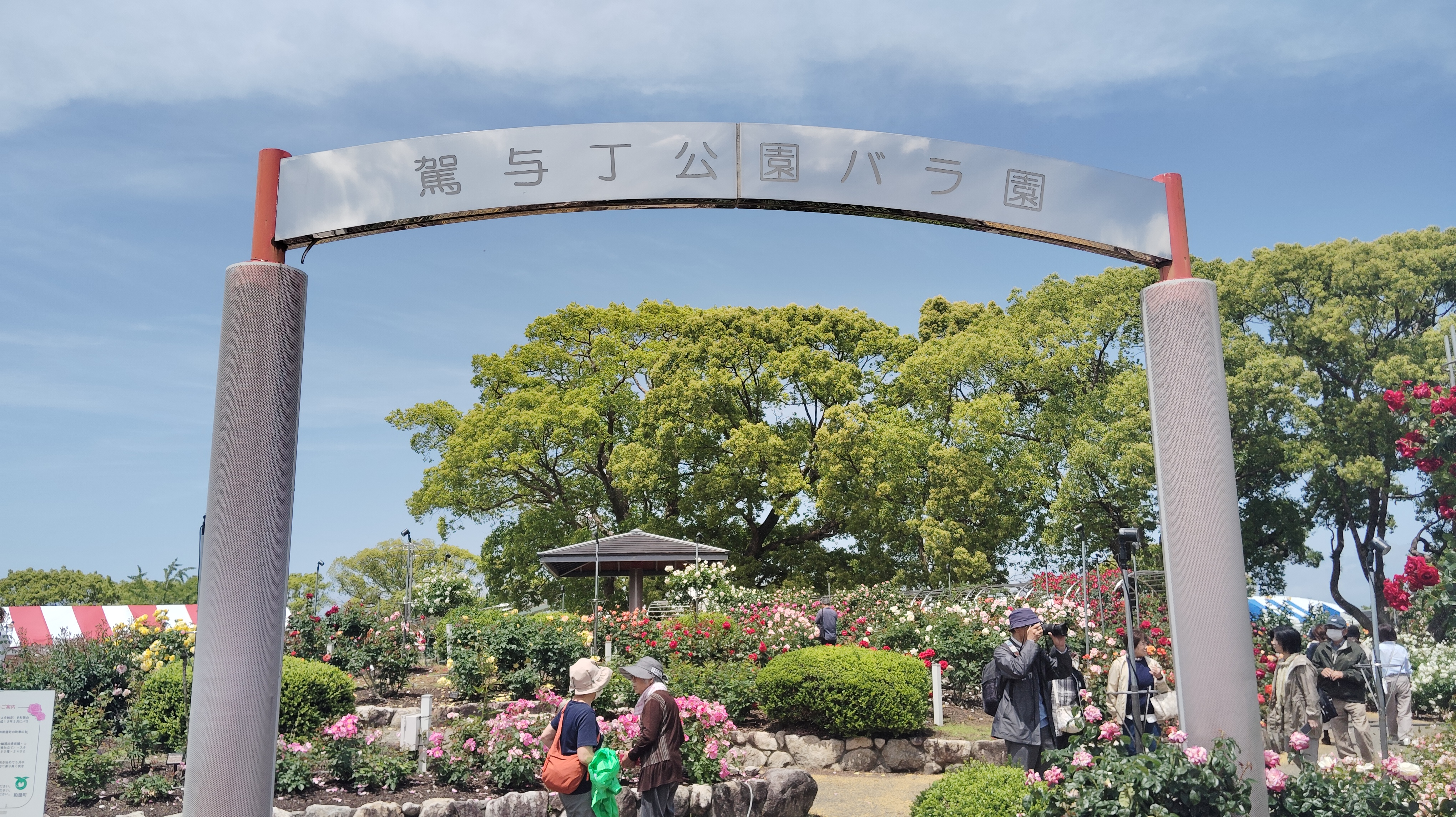
駕与丁公園バラ園
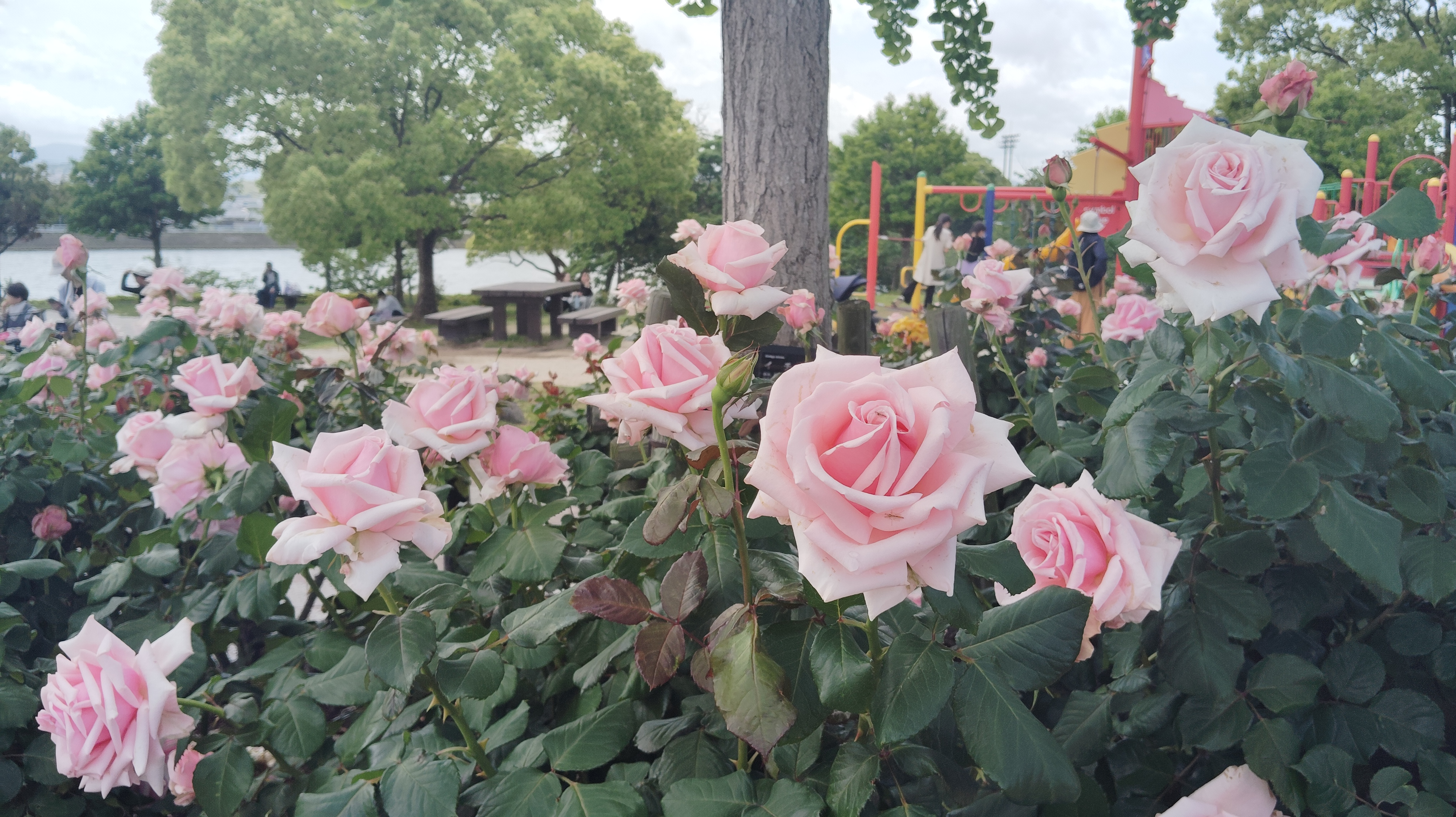
駕与丁公園のバラ
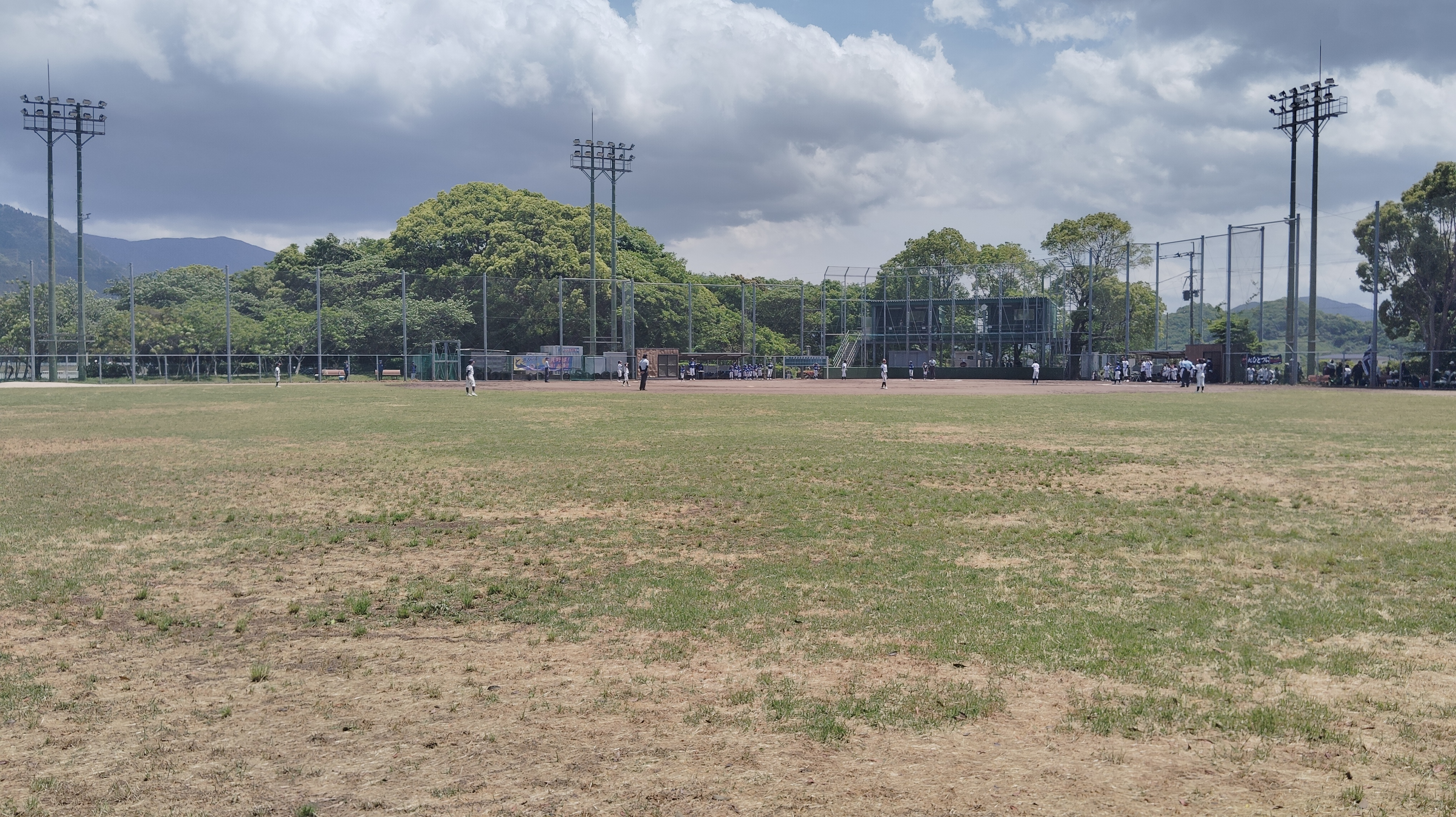
駕与丁グラウンド
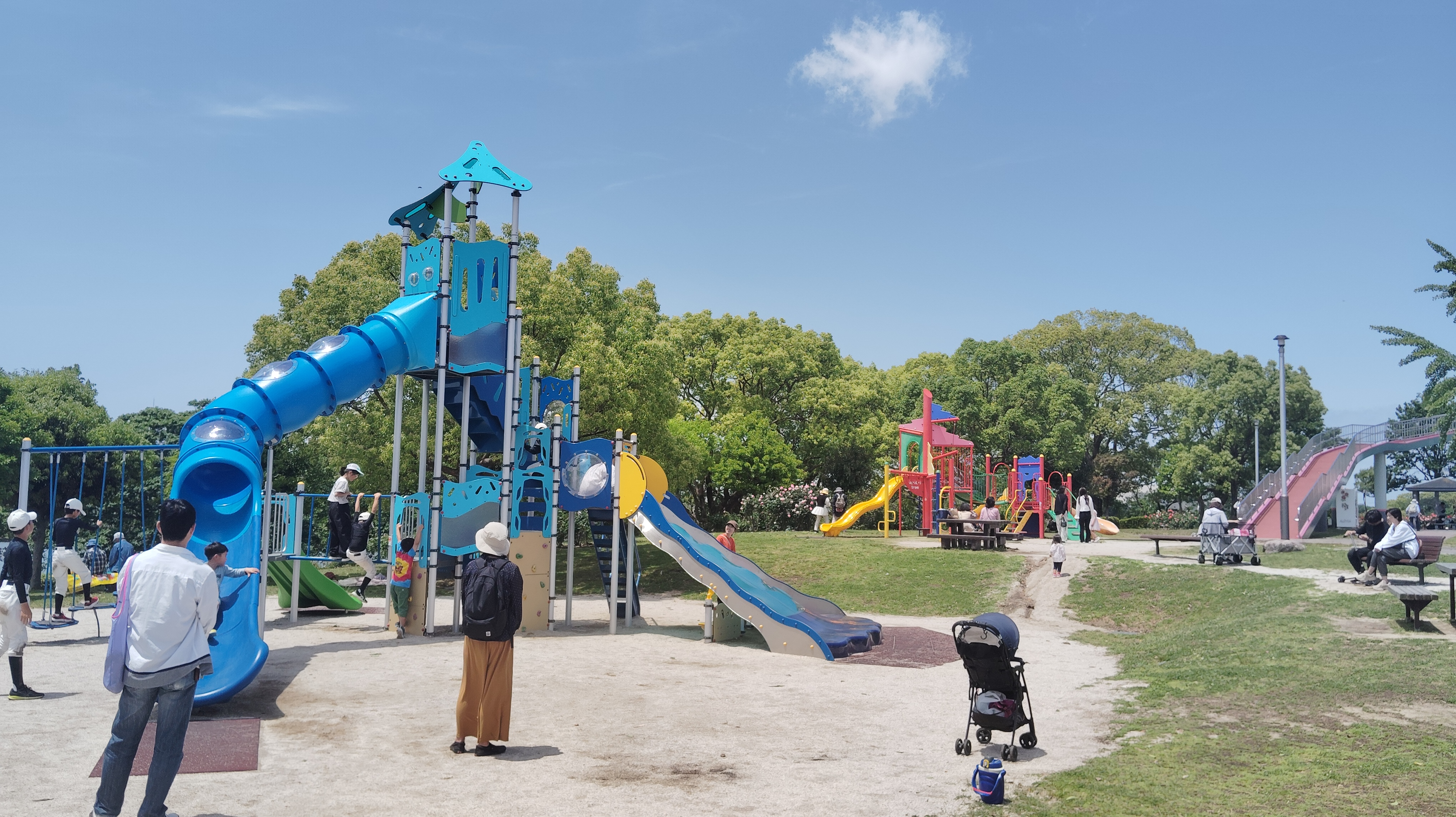
公園内の遊具
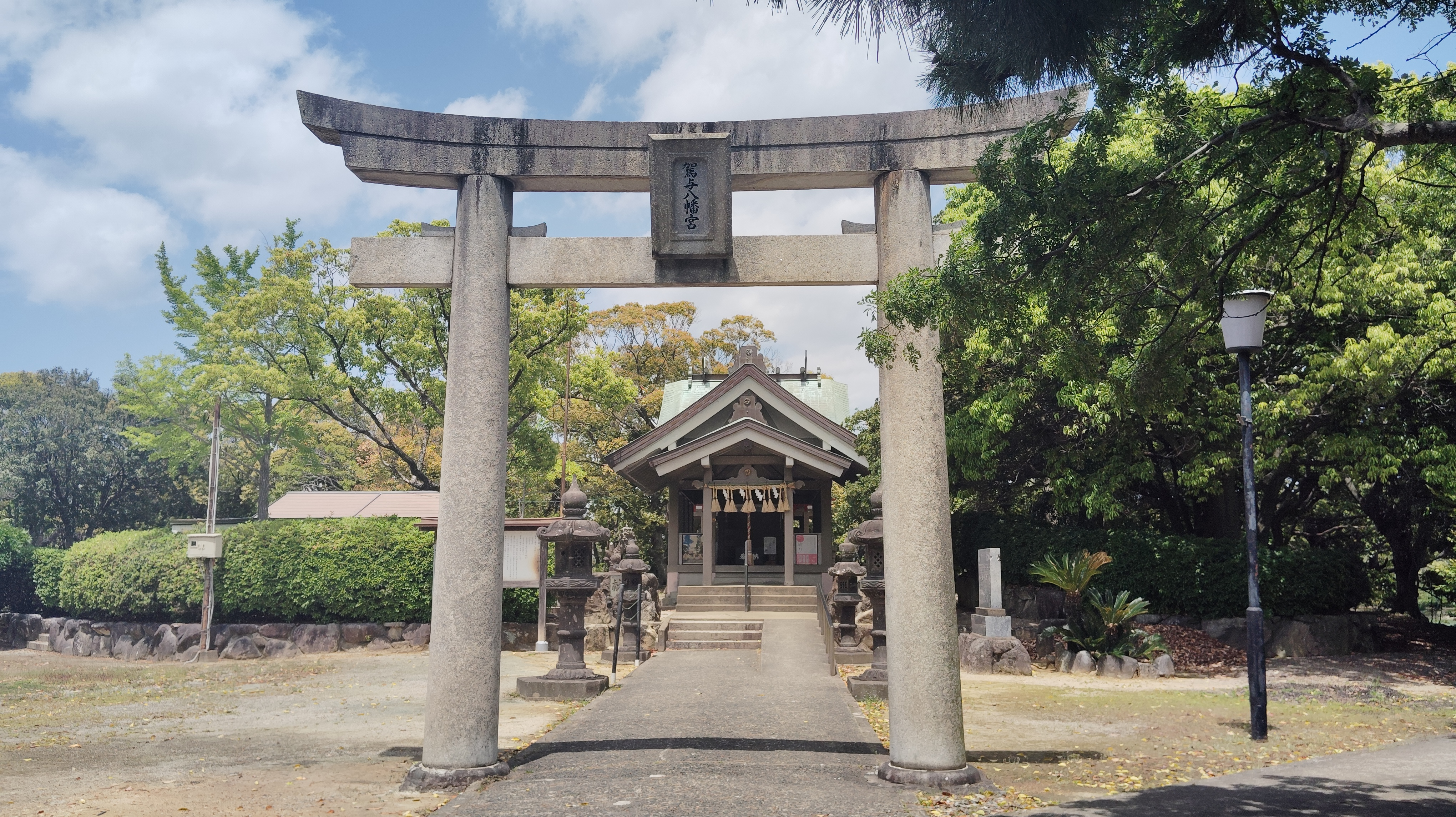
駕与八幡宮